# Arenaria grueningiana
Arenaria grueningiana är en nejlikväxtart som beskrevs av Ferdinand Albin Pax och Hoffm. Arenaria grueningiana ingår i släktet narvar, och familjen nejlikväxter. Inga underarter finns listade i Catalogue of Life.